# CBSニュースストリーミングネットワーク
CBSニュースストリーミングネットワーク（CBS News Streaming Network、旧CBSN）は、ライブストリーミングの世界のニュースを提供するために2014年11月6日に開始されたバイアコムCBSのCBSニュース及びバイアコムCBSストリーミング部門が運営するストリーミングビデオニュースチャンネルである。主にオンライン指向のサービスとして設計されており、放送テレビやケーブルなどの従来のプラットフォームではなく、ウェブサイト「cbsnews.com」、モバイルアプリ、及びAmazon Fire TV、Apple TV、Pluto TV、Xumo、fuboTV、Roku、Samsung TV Plusなどのデジタルメディアプレーヤーデバイス用のアプリを介してのみ配信される。2015年9月21日以降、一部のセグメントは、『CBSオーバーナイトニュース』の一部としてCBSテレビネットワークで再利用されている。
広告でサポートされており、主にCBSニュースのコンテンツと、CBSが所有する他のプロパティを特徴としており、ニュース速報やライブイベントの報道と共に、様々なCBSニュースのパーソナリティが1日中ホストを務めている。タイムシフトチャンネルとしても機能し、一部のCBSニュースの番組を短期間で配信している。主に、視聴者がライブのリニアストリームとして視聴したり、番組のコーナーをオンデマンドで視聴したりできる形式で、若い視聴者にアピールするように設計されている。
2018年12月、バイアコムCBS（バイアコムCBSネットワークス・UK&オーストラリア）が所有するオーストラリアの放送局・ネットワーク・テンが運営するサブスクリプションストリーミングサービス「10 All Access」を介して利用可能となった。

## 歴史
CBSニュースが24時間オンラインニュースサービスを準備しているという噂は、2013年10月にBuzzFeedによって最初に報じられ、その後、同社がサービスの「パートナー」を探していると述べたCBSスポークスマンによって確認された。初期の報道によると、このサービスは、他のCBSニュース制作のビデオコンテンツと、他のオンライン専用コンテンツを備えた、線形のマルチプラットフォームストリーミングチャンネルで構成され、ニューヨーク・タイムズは、噂の形式をオールニュースラジオ局に例え、事前録画されたビデオコンテンツと定期的なライブニュースの更新を組み合わせた。2014年5月15日、CBSコーポレーションCEOのレスリー・ムーンブスは、ブルームバーグテレビジョンとのインタビューで、同社がサービスに取り組んでいることを確認した。彼はそれを「ケーブルニュースのエキサイティングな代替手段」と説明し、「毎日6:30の22分のニュースや『CBSディス・モーニング』に収まらない情報がたくさんある」と述べた。
2014年10月、キャピタル・ニューヨークは、CBSが最近、サービスの潜在的な名前として「CBSN」という名前の商標を申請したと報じた。また、コンテンツは非公式のニュースルーム設定で行われ、そのインターフェイスはサイドバーにプレイリストを備えたビデオプレーヤーで構成され、ソーシャル・ネットワークの統合機能を備えていることも報じられている。同年11月5日、ダブリンでのRecodeのカンファレンスで、CBSインタラクティブ社長のジム・ランゾーンは、同サービスが2014年11月6日に正式に開始されることを発表した。CBSニュース社長のデイヴィッド・ローズ (メディアエグゼクティブ)は、CBSNは従来の有料テレビのニュースメディアと直接競合するようには設計されておらず、スマートフォン、タブレット、デジタルメディアプレーヤーなどの「接続されたデバイスにネイティブなものを作成する」ように設計されていると説明した。
また、若い視聴者、特にテレビに殆どまたは全くアクセスできない場所にいる人、または有料テレビに全く加入していない人をターゲットにすることに重点が置かれた。CBSNの開始前、CNNによって導入された同様にフォーマットされたTV EverywhereサービスであるCNNGoとは対照的に、CBSNは無料で利用でき、有料テレビプロバイダーへのサブスクリプションでユーザーが認証する必要はない。デイヴィッド・ローズは、認証を要求するとサービスの視聴が妨げられると主張した。CBSNは、従来のテレビチャンネルと同様のコマーシャルの時間を使用しており、Amazon.comとマイクロソフトは、同サービスの最初の広告主の1つだった。
2021年9月、CBSは、CBSNが年内に「CBS News（CBSニュース）」の名前でリブランドされることを発表し、放送とデジタルの両方のニュースコンテンツに単一のブランドを使用することは、CBSが所有する放送局を含め、CBSの全てのニュース活動をCBSニュース部門の管轄下に置く再編成に続いた。リニューアルでは、タイムズスクエアを拠点とする『CBSモーニングス』としてのリニューアルに続き、9月初めに前番組『CBSディス・モーニング』の終了によって空けられたスタジオの新しいセットにサービスが移転した。
新しいブランディングとスタジオは2022年1月24日に初披露された。また、新しいオリジナルの番組のスレートを伴い、そのいくつかは他のCBSニュースの番組からのコーナーのスピンオフまたは復活として機能した。ドキュメンタリーフランチャイズ『CBSリポーツ（CBS Reports）』、『ザ・ディッシュ（The Dish）』（『CBSサタデーモーニング』のコーナーに基づく）、『アイ・オン・アメリカ（Eye on America）』、『ヒア・カムズ・ザ・サン（Here Comes the Sun）』（『CBSニュース サンデーモーニング』のコーナーと未放送の素材を特集する）、『オン・ザ・ロード・ウィズ・スティーブ・ハートマン（On The Road with Steve Hartman）』、インタビューシリーズであるノラ・オドネルの『パーソン・トゥ・パーソン（Person-to-Person）』が含まれる。同サービスは主に「CBS News」の名前でブランド化されているが、CBSではこのサービスを正式に「CBS News Streaming Network（CBSニュースストリーミングネットワーク）」と呼んでいる。

### スピンオフ
CBSNの成功により、CBSは2018年2月26日に、スポーツニュースに特化した同様のサービスであるCBSスポーツHQを立ち上げた。スポーツニュースのヘッドライン、試合プレビュー、ハイライト、試合後の分析、及びチーム、選手、試合の詳細な統計を提供し、CBSスポーツとその様々なデジタルプロパティのリソースを活用する。
CBSが制作したシンジケート番組『エンターテイメント・トゥナイト』をベースにしたエンターテインメントとポップカルチャーのニュースサービスである「ETライブ（ET Live）」が2018年10月31日に開始された。CBSインタラクティブと『ET』配給者のCBSテレビジョン・ディストリビューションが共同開発した同サービスは、エンターテインメントニュースのヘッドラインと最新ニュース、有名人のインタビュー、特集セグメント、舞台裏とレッドカーペットの報道、有名人のファッション、美容、ライフスタイルのトレンドを扱っている。「ETライブ」は、一部は、シンジケート放送の放送中の寄稿者としての役割を果たす『エンターテイメント・トゥナイト』で取り上げられたものを補完する、補完的なスタンドアロンのプレゼンターを利用し、親シリーズのメインホストと記者がオンエア放送で上映される予定のニュース記事を宣伝するコーナーに登場する。

## スタッフ
CBSは立ち上げ時に、既存のCBSニュースの記者をCBSNの番組のアンカーとして割り当てたが、将来的にCBSN専用の新しい記者を採用することを除外しなかった。

### 著名な現在のスタッフ
- アン＝マリー・グリーン（英語版） - 『CBSモーニングニュース』（平日東部標準時5:00）、『CBSニュースモーニングス（CBS News Mornings）』（平日東部標準時7:00）[15]、平日東部標準時9:00
- ウラジーミル・デュティエ（英語版） - [15]平日東部標準時9:00
- タニヤ・リベロ（英語版）[16] - 平日東部標準時13:00
- トニー・ドクピル（英語版） - 平日東部標準時13:00
- エレイン・キハノ（英語版） - 『レッド&ブルー（Red & Blue）』（月曜日〜木曜日東部標準時17:00）、月曜日〜火曜日東部標準時19:00

### 著名な元スタッフ
- マーガレット・ブレナン（英語版） - 立ち上げ時アンカー[6]（現：『フェイス・ザ・ネイション』モデレーター） [17]
- コンテッサ・ブルーワー（英語版） - アンカー[18]（現：CNBC）[19]
- ドン・ダーラー（英語版） - 立ち上げ時アンカー[6]
- ジョシュ・エリオット (ジャーナリスト)（英語版） - アンカー[20][21]（後に『ファースト・レスポンダーズ・ライブ（英語版）』プレゼンター）[22]
- ジェフ・グロール - 立ち上げ時アンカー[6]（現：『CBSサタデーモーニング』共同ホスト）[23]
- ミシェル・ミラー（英語版） - 立ち上げ時アンカー[6]（現：『CBSサタデーモーニング』共同ホスト） [24]
- リーナ・ナイナン（英語版） - アンカー[25]（火曜日〜金曜日東部標準時13:00、土曜日東部標準時12:00）

#### ジョシュ・エリオットの論争
2016年3月1日、CBSは、元ESPN、NBCスポーツ、『グッド・モーニング・アメリカ』アンカーのジョシュ・エリオット (ジャーナリスト)をCBSNのリードアンカーとして採用したことを発表した。採用について、CBSニュース社長のデイヴィッド・ローズ (メディアエグゼクティブ)は、エリオットには「アウトレット」が必要だと説明し、さらに「彼がリポートとアンカーのこれらの様々な領域を持ち込むことができる限り、私たちは彼から必要になるだろう。それは一種の無制限であるため、彼にとって完璧な場所であるもう1つの理由だ。CBSNには本当に勤勉な人々がいるが、十分ではない」と述べている。エリオットは、CBSNから昇進することになっているという自身の突然の発表によって、CBSの幹部が不意を突かれた後、2017年2月13日に解雇された。